# Betcha by Golly Wow!
"Betcha by Golly Wow!"é uma canção escrita por Linda Creed e Thom Bell e que foi originalmente gravada por Connie Stevens como  "Keep Growing Strong na de Bell Records em 1970. A composição mais tarde fez sucesso quando foi lançado grupo pelo grupo de Soul da Filadélfia de The Stylistics em 1972. A canção fez um grande sucesso e foi número três na parada da Billboard em 1972.
Também foi gravada Norman Connors, Errol Dunkley, Dionne Warwick, Prince e Aaron Neville. 
Em 2000, o grupo Roupa Nova gravou uma versão da música, intitulada Deixa o Amor Acontecer, que fez parte da trilha nacional da novela Uga Uga, da Rede Globo.